# Ferrer de Santmartí
Ferrer de Santmartí (1189-1247) fou un noble català senyor dels castells d'Olèrdola, Sant Martí Sarroca, Subirats, Eramprunyà, Castellet i últim membre masculí del llinatge dels Santmartí.

## Biografia
Fill de Guillem III de Santmartí i de Alamanda de Castellví, va néixer després de la mort de son pare (1189) per la qual cosa els castells d’Eramprunyà, Sant Martí Sarroca, Subirats i Olèrdola degueren ser tinguts pels marmessors, a fi d'acomplir les voluntats testamentàries del difunt. El seu heretatge resultava molt compromès per les despeses realitzades pel seu pare de cara a mantenir els plets de la madrastra Guisla de Banyeres. Així, l'any 1208 reb quatre mil cent sous com a penyora del castell d'Eramprunyà, que en nom seu havia hipotecat la seva tieta Guilleuma de Castellví a Berenguer de Castellet. L'any 1219, el rei Jaume I confirmà el dret que tenien Ferrer de Santmartí i els seus avantpassats sobre el castell de Castellet que era feu de la corona. La pèrdua de patrimoni va seguir amb la pèrdua definitiva del castell d'Eramprunyà. Adquirit pel rei Jaume I, entre el 1226 i el 1227, passà a mans dels feudataris dels Santmartí, els Santa Oliva que hi restaren com a castlans reials. De la liquidació del patrimoni dels Santmartí en posseïm un altre testimoni. La venda que el 1250 féu Saurina de Cervera, segona muller i vidua de Ferrer de Santmartí, a Guillem de Terrassa d'un mas al terme de la parròquia de Sant Miquel del castell d’Eramprunyà, situat al Sitjar, per 300 sous barcelonesos. El 1242, Ferrer de Santmartí, donà com a dot a la seva filla Alamanda de Santmartí, els castells que havien sigut propietat de la seva esposa Alamanda de Castellvell: Falset, Móra, Tivissa, Marçà i altres, pel seu casament amb Guillem II d’Entença.

## Núpcies i descendència
Es va casar amb Alamanda de Castellvell, senyora de la baronía de Castellvell, amb qui tingué una filla:
- Alamanda de Santmartí

Es va casar en segones núpcies amb Saurina de Cervera amb qui no tingué descendència.